# Baron Dunsany

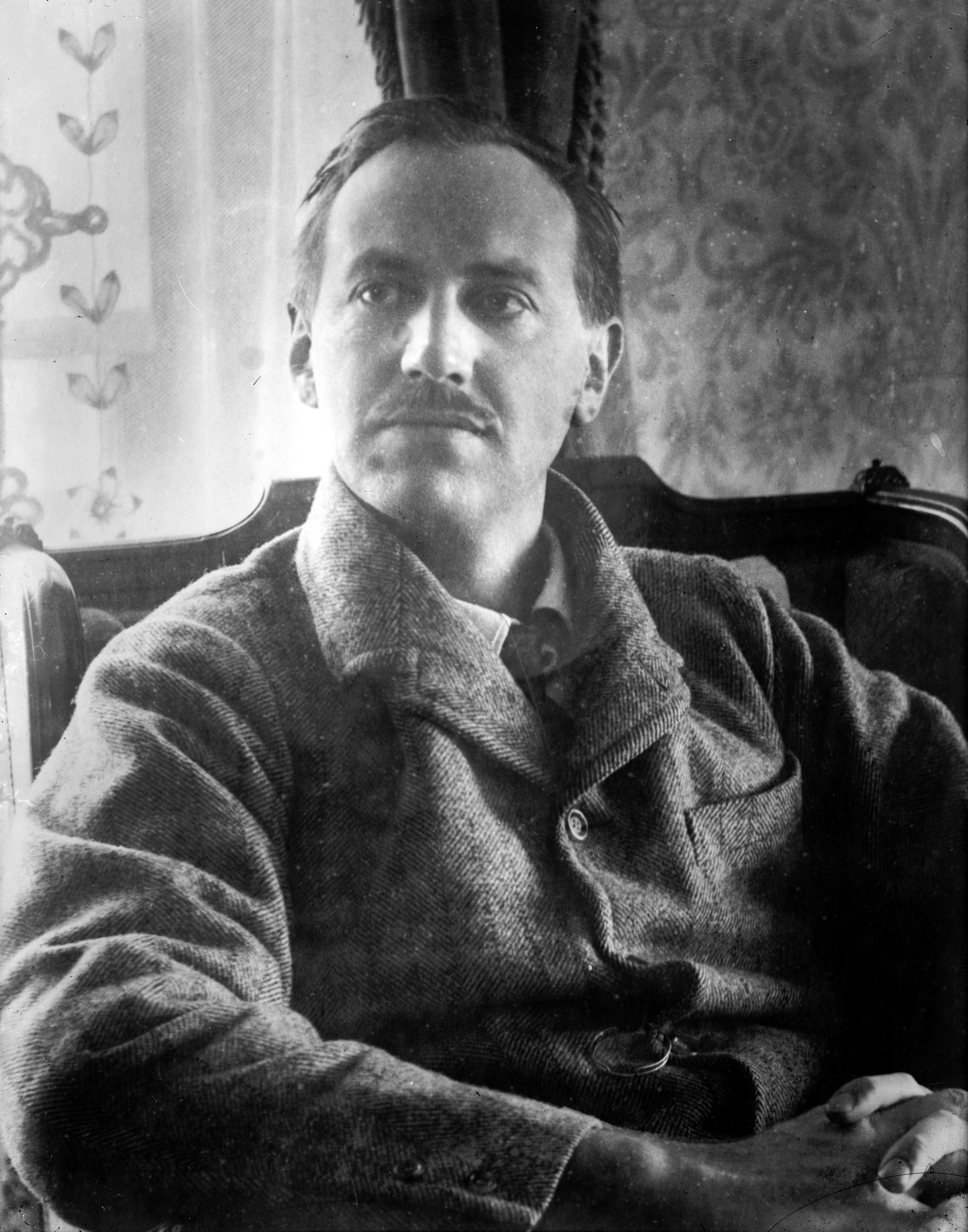
Edward Plunkett, 18. Baron Dunsany

Baron Dunsany ist ein erblicher britischer Adelstitel in der Peerage of Ireland.
Familiensitz der Barone ist Dunsany Castle im County Meath in der Republik Irland. Es handelt sich dabei um das vermutlich am längsten ununterbrochen bewohnte Gebäude in Irland.

## Verleihung
Der Titel ist nach dem Baron Kingsale der zweitälteste noch bestehende Titel in der Peerage of Ireland. Die Verleihung erfolgte an Sir Christopher Plunkett. Das genaue Jahr und Datum der Verleihung ist nicht bekannt. Der Titel wurde vielleicht schon um 1439 geschaffen, spätestens aber 1462.
Während der Glorious Revolution stellte sich der 11. Baron auf die Seite von König Jakob II., weshalb ihm sein Titel aberkannt und seine Ländereien eingezogen wurden. Durch den Friedensvertrag von Limerick wurde er rehabilitiert und erhielt seine Besitztümer zurück. Allerdings unterließ er die notwendigen Verfahrensschritte zur formellen Wiederanerkennung seines Titels, so dass er und nach ihm sein Sohn, der 12. Baron, nicht zu den Sitzungen des irischen House of Lords geladen wurden. Erst sein Enkel, der 13. Baron, leitete allerdings die notwendigen Verfahrensschritte ein, um den Sitz im Oberhaus wieder einnehmen zu können.
Heutiger Titelinhaber ist seit 2011 Randal Plunkett, 21. Baron Dunsany.

## Liste der Barone Dunsany (1439)
- Christopher Plunkett, 1. Baron Dunsany (1410–1463)
- Richard Plunkett, 2. Baron Dunsany († um 1480)
- John Plunkett, 3. Baron Dunsany († 1500)
- Edward Plunkett, 4. Baron Dunsany († 1521)
- Robert Plunkett, 5. Baron Dunsany († 1559)
- Christopher Plunkett, 6. Baron Dunsany († 1564)
- Patrick Plunkett, 7. Baron Dunsany († 1601)
- Christopher Plunkett, 8. Baron Dunsany († 1603)
- Patrick Plunkett, 9. Baron Dunsany (1595–1668)
- Christopher Plunkett, 10. Baron Dunsany († 1690)
- Randall Plunkett, 11. Baron Dunsany († 1735)
- Edward Plunkett, 12. Baron Dunsany (1713–1781)
- Randall Plunkett, 13. Baron Dunsany (1739–1821)
- Edward Plunkett, 14. Baron Dunsany (1773–1848)
- Randall Plunkett, 15. Baron Dunsany (1804–1852)
- Edward Plunkett, 16. Baron Dunsany (1808–1889)
- John Plunkett, 17. Baron Dunsany (1853–1899)
- Edward Plunkett, 18. Baron Dunsany (1878–1957)
- Randal Plunkett, 19. Baron Dunsany (1906–1999)
- Edward Plunkett, 20. Baron Dunsany (1939–2011)
- Randal Plunkett, 21. Baron Dunsany (* 1983)

Voraussichtlicher Titelerbe (Heir Presumptive) ist der Bruder des jetzigen Barons, Hon. Oliver Plunkett (* 1985).